# Société nationale des chemins de fer belges
Société nationale des chemins de fer belges (SNCB), také Nationale Maatschappij der Belgische Spoorwegen (NMBS), je belgický státem vlastněný železniční dopravce provozující osobní vlaky v Belgii.
Firemní logo bylo navržené v roce 1936 malířem Henrym van de Veldem a tvoří ho lingvisticky neutrální písmeno B v horizontálním oválu. Firma je minoritním akcionářem společnosti Eurostar (původně dopravce vlaků Thalys).

## Historie
V roce 2005 byla původně unitární železniční společnost SNCB rozdělena na tři části: 
- provozovatele dráhy: Infrabel
- nákladního dopravce: B-Cargo
- osobního dopravce: SNCB

Nákladní dopravce byl v roce 2015 privatizován a v roce 2017 rebrandován na Lineas.